# Griegos pónticos
Los griegos pónticos (en griego: Πόντιοι, Ελληνοπόντιοι; en turco: Pontus Rumları) son aquellos griegos que provienen de la región del Ponto, es decir, de la costa sur del Mar Negro, en el noreste de Asia Menor, así como de la región del Cáucaso.  Se llaman a sí mismos Ρωμιοί (‘romanos’). La presencia de griegos en la región del Ponto se remonta desde la antigüedad hasta la época moderna, cuando la mayoría de ellos (los cristianos pónticos) fueron trasladados a Grecia, con el intercambio de poblaciones que siguió a la Catástrofe de Asia Menor de 1922 y el Genocidio de los pónticos griegos desatado por los Jóvenes Turcos en 1919. Los pónticos que habían emigrado al Imperio Ruso o habían huido a la URSS, después de un breve período de prosperidad seguido de una severa persecución por parte del régimen estalinista, se vieron obligados a trasladarse a Grecia tras el colapso de la Unión.

## Historia

Las colonias griegas del Mar Negro

La historia del helenismo en Asia Menor tiene como punto de partida oficial la fundación de Sinope στα costas del norte de Asia Menor por marineros jónicos alrededor del 800 a.  Desde Sinope los exploradores fundaron otras ciudades. La más importante de estas ciudades fue Trebisonda en el 783 a.
En cierto sentido, los pontios modernos son descendientes de los antiguos griegos que una vez vivieron en el área.
El período posterior a la conquista otomana (siglos XVIII y XIX principalmente) se caracteriza por corrientes migratorias en el sur de Rusia y el Cáucaso, donde se crean grandes comunidades pónticas. En su obra Passages from the East (1845), Jacob Philip Falmerauer describe sus contactos con cristianos pónticos de habla griega, a quienes conoció mientras viajaba por el Mar Negro.  Los caracteriza como «griegos bizantinos» y su idioma como «griego de Matsoukas»  y los describe como hablantes de griego que adoran a Panagia Sumela..
Con el término Genocidio de los griegos pónticos se llama exterminio sistemático de los griegos pónticos por parte del gobierno de los Jóvenes Turcos, durante el período 1914-1923. Este exterminio se llevó a cabo en paralelo ya imitación del Genocidio Armenio, durante la Primera Guerra Mundial y hasta el intercambio de población de 1923. Perecieron unos 353.000 pónticos, muchos de ellos durante marchas forzadas en las áridas tierras de Anatolia y Siria. Así, los mismos pónticos, así como el Estado griego, se refieren hoy al genocidio de los pónticos por parte de Turquía y conmemoran su aniversario cada año, el 19 de mayo. El genocidio ponciano es reconocido oficialmente como tal por cuatro estados, Grecia por ley de 1994 (N. 2193/1994), Suecia por mayoría de votos en el Parlamento sueco el 11 de marzo de 2010, Armenia en marzo de 2015, junto con el genocidio asirio y los Países Bajos, junto con el genocidio armenio y asirio, el 9 de abril de 2015.Por otro lado, el estado turco niega categóricamente hasta el día de hoy que haya habido un genocidio y atribuye las muertes a las bajas colaterales de la guerra, la hambruna resultante de la invasión rusa del norte de Turquía y los disturbios civiles.

## Autoidentificación

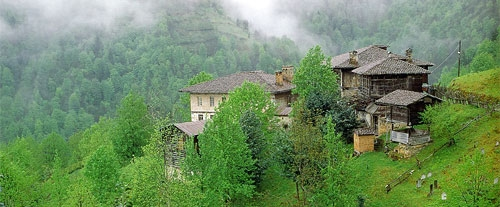
Casa tradicional en Pontos

En el siglo XXI, la mayoría de los pónticos se identifican firmemente como griegos.Sin embargo, esto no siempre ha sido así. Antes de la creación de la diáspora, muchos pónticos no se consideraban griegos.
Una etnia se compone de personas con ascendencia o trasfondo cultural común.La autoidentificación es un aspecto importante de la pertenencia a un grupo étnico.Los pónticos tienen mucho en común con otros griegos; por ejemplo, hablan romeika, una variedad del idioma griego. Los pónticos también siguen tradicionalmente la fe ortodoxa griega, aunque una minoría en Turquía son musulmanes sunitas. Los griegos pónticos también comparten rasgos con otros grupos étnicos. Al igual que los turcos, cocinan havítz (kuymak), boortsog e İmam bayıldı. Comparten otros aspectos de su cultura con los lazes, los persas y los armenios. Es posible que deban algunos aspectos de su cultura a los antiguos pueblos de Anatolia.
La etiqueta póntica es relativamente nueva. Anton Popov escribe: «Anthony Bryer afirma que 'a principios del siglo XIX, un cristiano póntico podía describirse a sí mismo, a la antigua usanza, como douberita, fitano o tsiteno primero, y luego como súbdito ortodoxo 'romano' (rum) del sultán; a finales de siglo se autodenominaba griego, y tras abandonar el Ponto en 1923, griego póntico'». Anton Popov estudió a los griegos del Cáucaso en antiguos territorios soviéticos. La mayoría de los hablantes de romeika que Popov entrevistó se autodenominaban «romei». También mencionó que muchos griegos del Cáucaso comenzaron a llamarse pónticos cuando se fueron a trabajar a Grecia.
Durante la época otomana, la mayoría de los griegos pónticos no se consideraban «griegos» propiamente dichos. Neal Acherson, en su libro Mar Negro, escribe: «¿Quiénes se creían ser en esta época prenacionalista? En primer lugar, no se consideraban 'griegos' ni un pueblo arraigado de algún modo en la península e islas que ahora llamamos 'Grecia'». En el siglo XV, los sofisticados habitantes de Trebisonda podían llamarse «helenos», pero se trataba de una mera moda cultural más que de una descripción étnica. Los forasteros, ya fueran turcos o europeos del norte, se referían a ellos y a todos los habitantes del Imperio bizantino como «rom» o «rum», o «rumanos» [romanos]: ciudadanos del Imperio romano, es decir, que también se distinguían por su fe cristiana ortodoxa. En un debate sobre estas categorías, un turco póntico, cuya aldea había sido antaño griega, le dijo a Anthony Bryer: «Esta es tierra romana (rum); aquí hablaban cristiano...».Esta identificación reflejaba la de otros griegos sin formación intelectual de la época.
El nacionalismo griego solo comenzó a extenderse al Ponto en el siglo XIX, tras la independencia de Grecia del Imperio Otomano. Este nacionalismo surgió durante una época de prosperidad comercial en el Ponto. Acherson escribe: «Los maestros y los programas escolares provenían de Atenas, trayendo consigo un nuevo concepto de la helenidad que vinculaba a las comunidades greco-ortodoxas del Mar Negro con la 'nación' de Grecia». Continúa explicando cómo el gobierno griego fomentó el pensamiento nacionalista: «En 1844, un orador del parlamento griego expuso esta nueva identidad: “El Reino de Grecia no es Grecia. Constituye solo una parte, la más pequeña y la más pobre. Un griego no es solo quien vive dentro del Reino, sino también quien vive en Yoannina, Serrai, Adrianópolis, Constantinopla, Esmirna, Trebisonda, Creta y en cualquier tierra asociada con la historia y la raza griegas”. El recién establecido Reino de Grecia estableció consulados en el Imperio Otomano para difundir la idea Megali. Si bien los anatolios reconocían un patrimonio cultural compartido, la mayoría no participaba en un movimiento irredentista.

Pocos griegos pónticos apoyaron la idea Megali, salvo algunos nacionalistas griegos como Nikos Kapetanidis. Muy pocos querían un estado póntico independiente y pocos ambicionaban unirse a Grecia, incluso a principios del siglo XX.La razón de esto no está clara. Benny Morris y Dror Ze'evi ofrecen tres teorías sobre por qué la mayoría de los griegos pónticos se distanciaron del nacionalismo y el separatismo: una conciencia política poco desarrollada, una tradición de sumisión a la hegemonía islámica o el temor a masacres y perjuicios económicos.En términos más generales, el nacionalismo griego en Asia Menor atraía principalmente a los más ilustrados y liberales, a los profesionales médicos, jurídicos y literarios, y a la creciente clase media. Sin embargo, se oponían a él la antigua nobleza [griega], el alto clero, los dignatarios laicos de la Iglesia y los ricos comerciantes.También hay algunos griegos pónticos de habla turca que viven en la región griega de Macedonia Occidental, concretamente en Metamorfosi, Kozani.Estos pónticos siguen la Iglesia Ortodoxa Griega y profesan una fuerte identidad griega. Tras el intercambio de población greco-turca de 1923, aunque el estado nunca los consideró una «amenaza nacional», muchos de estos pónticos veían su lengua como un «defecto cultural» y deseaban erradicarla. El historiador y psicólogo Stavros Iason Gavriilidis afirma que esto fue consecuencia del trauma que sufrieron a causa del genocidio griego.

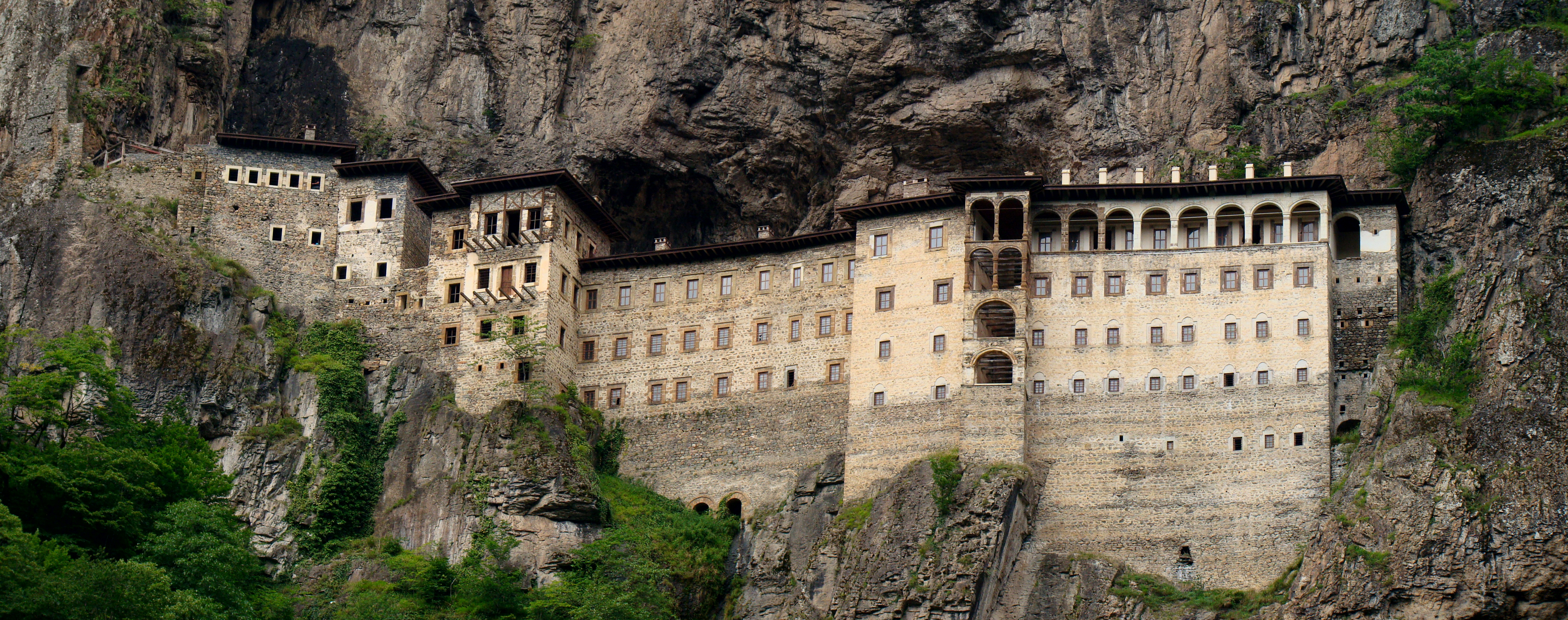
El Santo Monasterio de Sumela

## Intercambio de población
En 1923 según el Tratado de Lausana, se produjo un intercambio de población entre griegos y turcos, y los habitantes cristianos (de habla griega o no) del Ponto, así como los del resto de Asia Menor, fueron incluidos en el acuerdo del tratado. La mayoría de los refugiados poncianos que llegaron a Grecia en ese momento se establecieron en las regiones de Macedonia y Tracia, mientras que muchos huyeron a la URSS.  Los pónticos que se habían convertido al Islam permanecieron en Turquía.

## Población
Hoy en día, debido a los extensos matrimonios mixtos (también con griegos no pónticos), se desconoce el número exacto de griegos del Ponto, o personas con ascendencia griega que aún viven allí. Después de 1988, los griegos de Poncio en la Unión Soviética comenzaron a emigrar a Grecia y se establecieron en Atenas y Tesalónica y sus alrededores, y especialmente en Macedonia. Las comunidades más grandes de griegos poncianos (o personas de ascendencia griega ponciana) en todo el mundo son
| Country / region           | Official data  | Estimate                                | Concentration                                              | Note(s) | Article                         |
| -------------------------- | -------------- | --------------------------------------- | ---------------------------------------------------------- | ------- | ------------------------------- |
| Bandera de Grecia          | 240,695 (1928) | 500,000 (2019)                          | Athens, Macedonia, Thrace                                  |         | Greek refugees                  |
| Bandera de Turquía         | 4,540 (1965)   | 345,000[cita requerida] – 464,530(1919) | Trabzon, Rize, Sakarya, Ordu, Giresun, Gümüşhane, Istanbul |         | Greeks in Turkey, Greek Muslims |
| Bandera de Estados Unidos  |                | 40,000 (1919) – 200,000                 | Illinois, New York, Massachusetts                          |         | Greek American                  |
| Bandera de Alemania        |                | 100,000                                 |                                                            |         | Greeks in Germany               |
| Bandera de Rusia           | 97,827 (2002)  | 650,000 (1918)                          | 34,078 in Stavropol Krai 26,540 in Krasnodar Krai          |         | Greeks in Russia                |
| Bandera de Ucrania         | 91,548 (2001)  |                                         | 77,516 in Donetsk Oblast                                   |         | Greeks in Ukraine (Taurica)     |
| Bandera de Australia       |                | 56,000                                  |                                                            |         | Greek Australian                |
| Bandera de Canadá          |                | 20,000                                  | Ontario, Quebec                                            |         | Greek Canadians                 |
| Bandera de Chipre          |                | 20,000                                  |                                                            |         | Greek Cypriots                  |
| Bandera de República Checa |                | less than 3,500; 12,000 (1949–1974)     |                                                            |         | Greeks in the Czech Republic    |
| Bandera de Rumania         | 6,472 (2002)   | 14,000                                  | Izvoarele (43.82%), Sulina (1.69%), Constanța, Bucarest    |         | Greeks in Romania               |
| Bandera de Georgia         | 15,166 (2002)  |                                         | 7,415 in Kvemo Kartli 3,792 in Tbilisi 2,168 in Adjara     |         | Greeks in Georgia               |
| Bandera de Kazajistán      | 12,703 (2010)  |                                         | 2,160 in Karagandy 1,767 in Almaty 1,637 in Zhambyl        |         | Greeks in Kazakhstan            |
| Bandera de Armenia         | 900 (2011)     | 2,000[cita requerida]                   |                                                            |         | Greeks in Armenia               |

## Griegos notables del Ponto

### Antiguos
- Heráclides Póntico
- Diógenes de Sinope
- Farnaces II del Ponto
- Estrabón
- Dífilo
- Bión de Borístenes
- Filetero
- Laódice del Ponto
- Mitrídates VI
- Marción
- Evagrio Póntico
- Estratónice de Ponto

### Contemporáneo

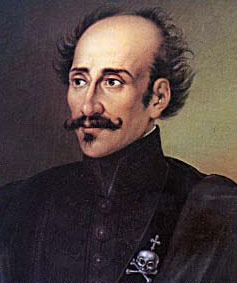
Aléxandros Ipsilantis
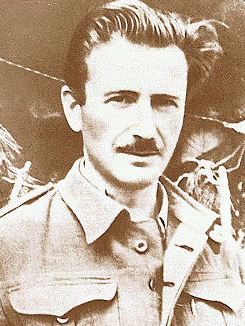
Markos Vafiadis
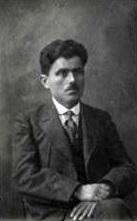
Ioannis Passalidis
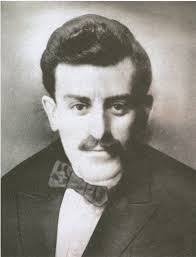
Nikos Kapetanidis
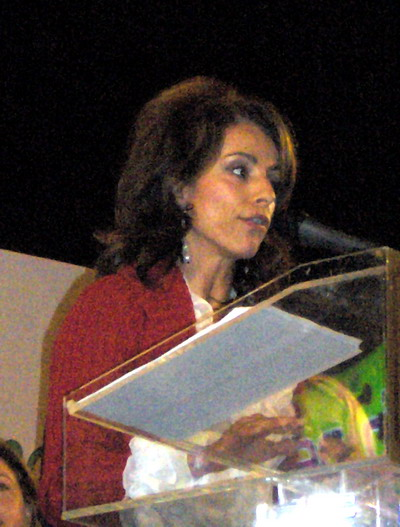
Paraskeví Patulidu
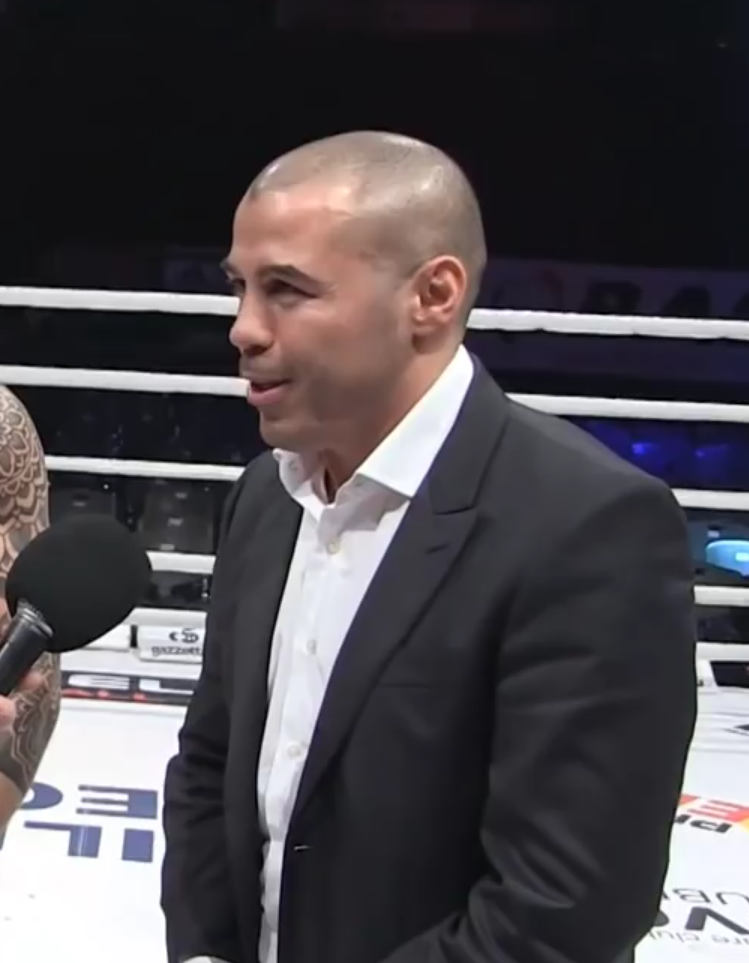
Mike Zambidis
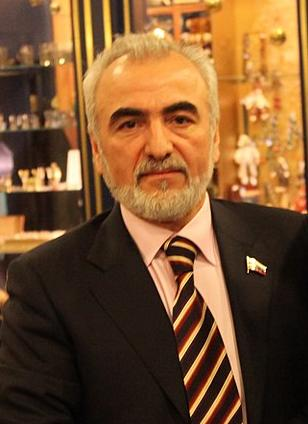
Ivan Savvidis
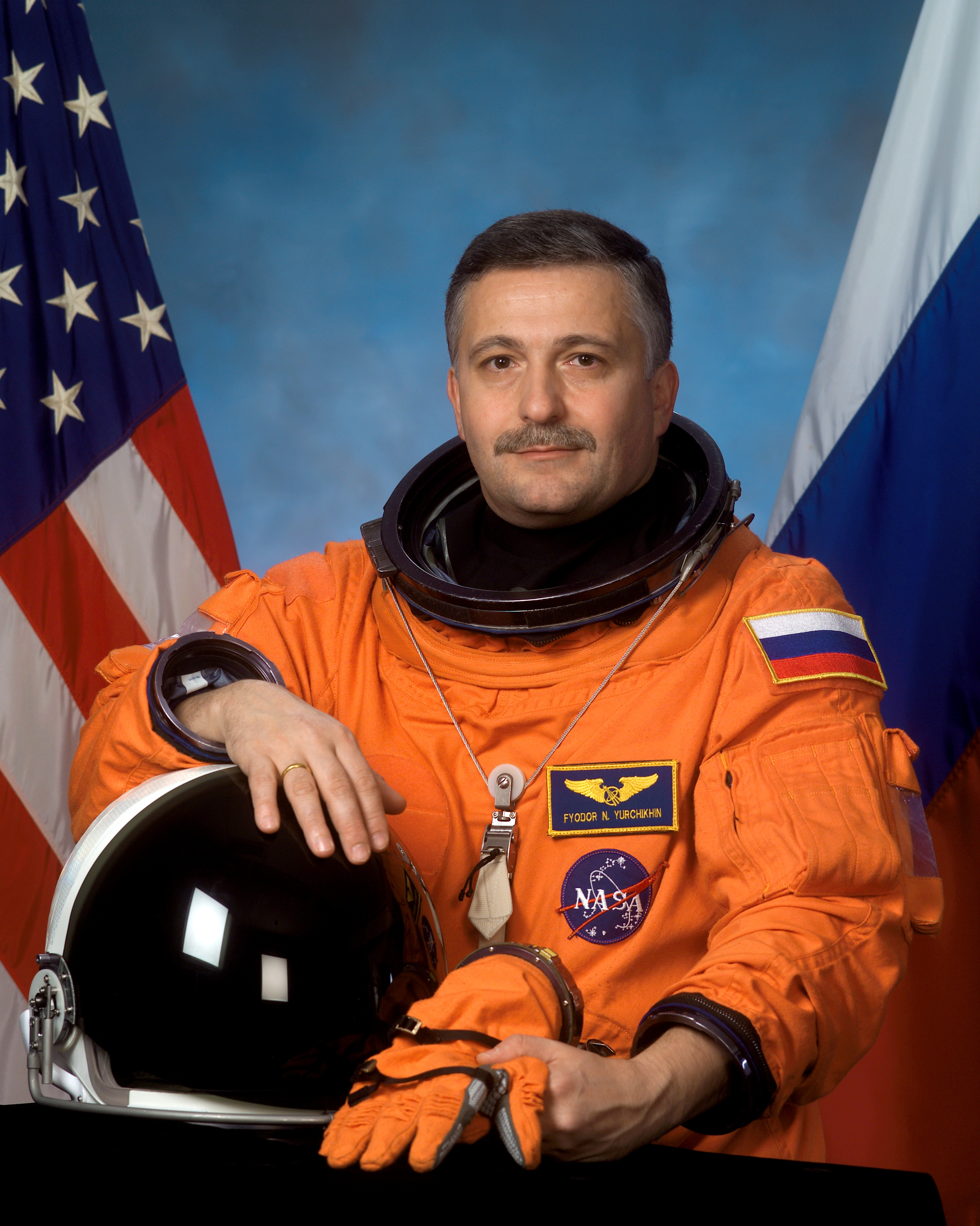
Fiódor Yurchijin
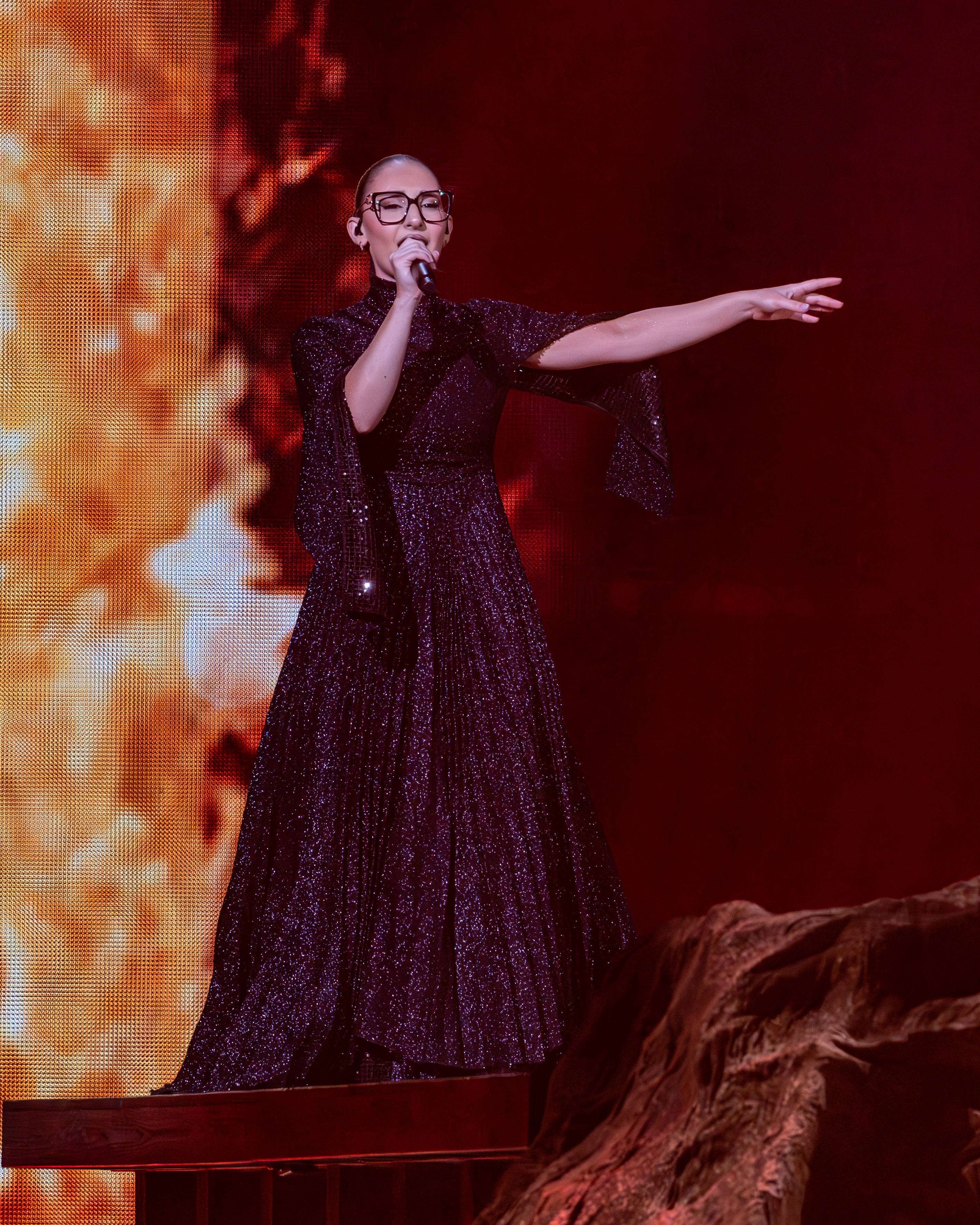
Klavdia

## Colección de fotos

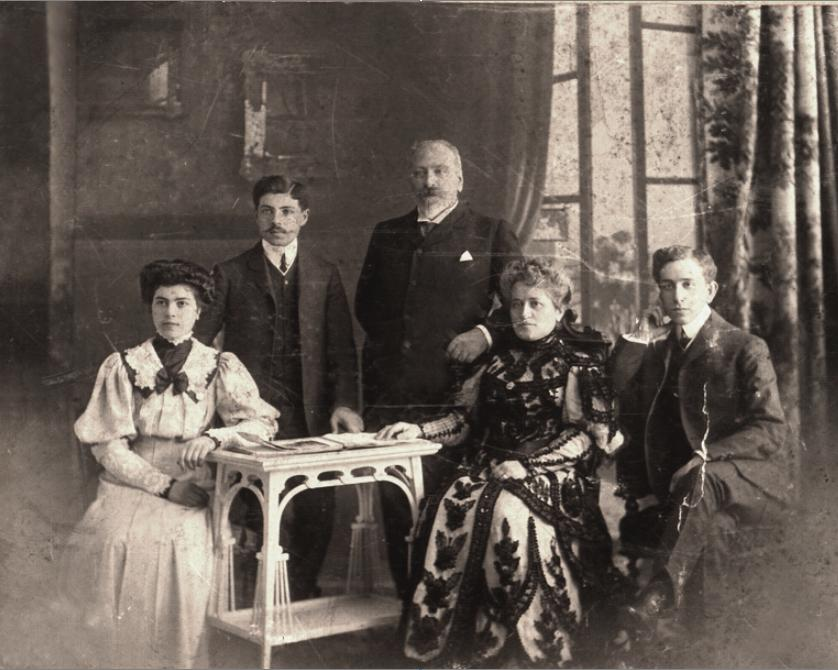
Una rica familia griega póntica en Ginebra
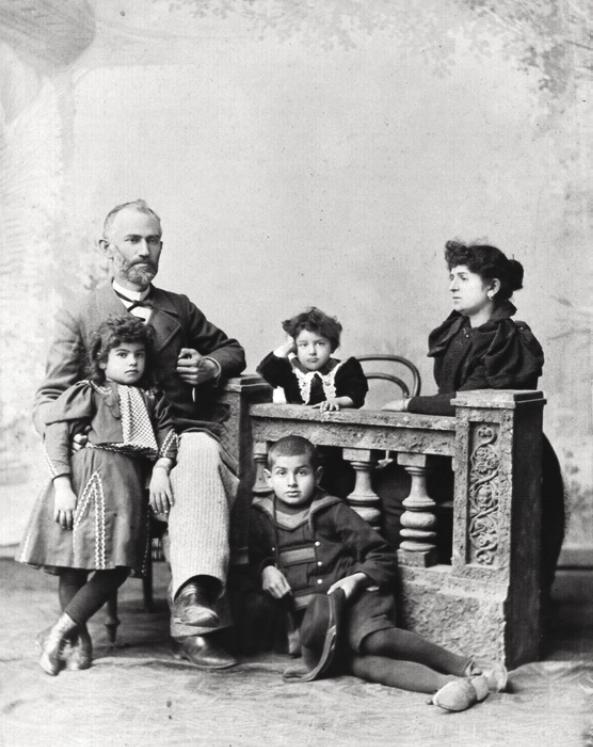
Familia griega de clase media del Ponto
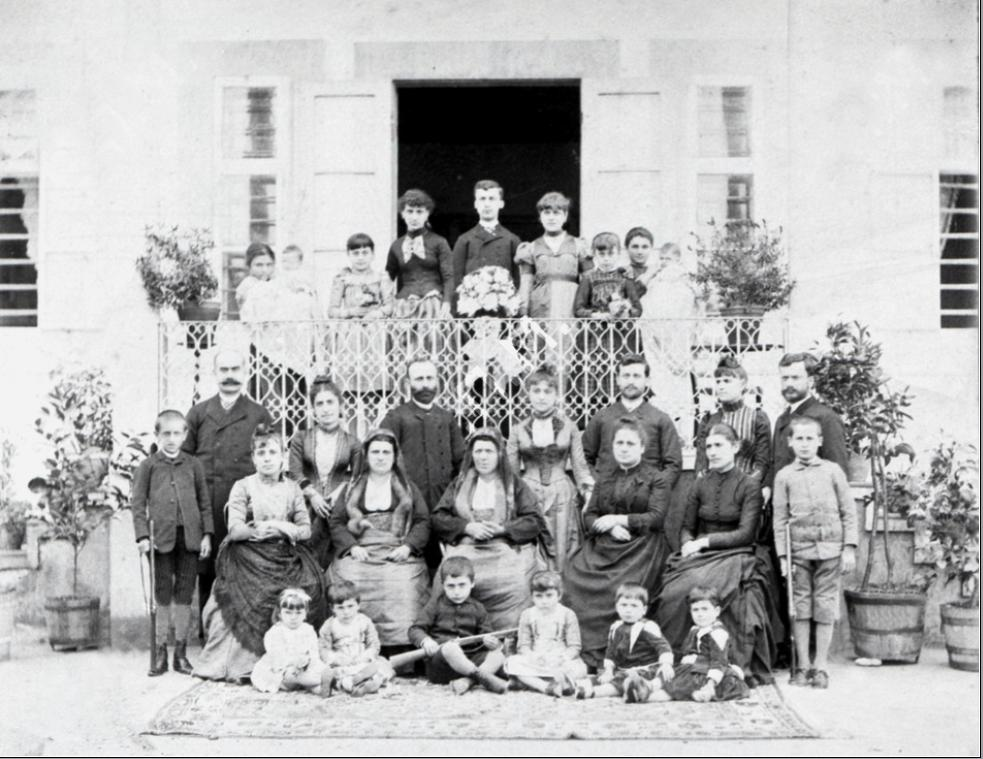
Familia griega póntica en el patio de una casa en  Trebisonda
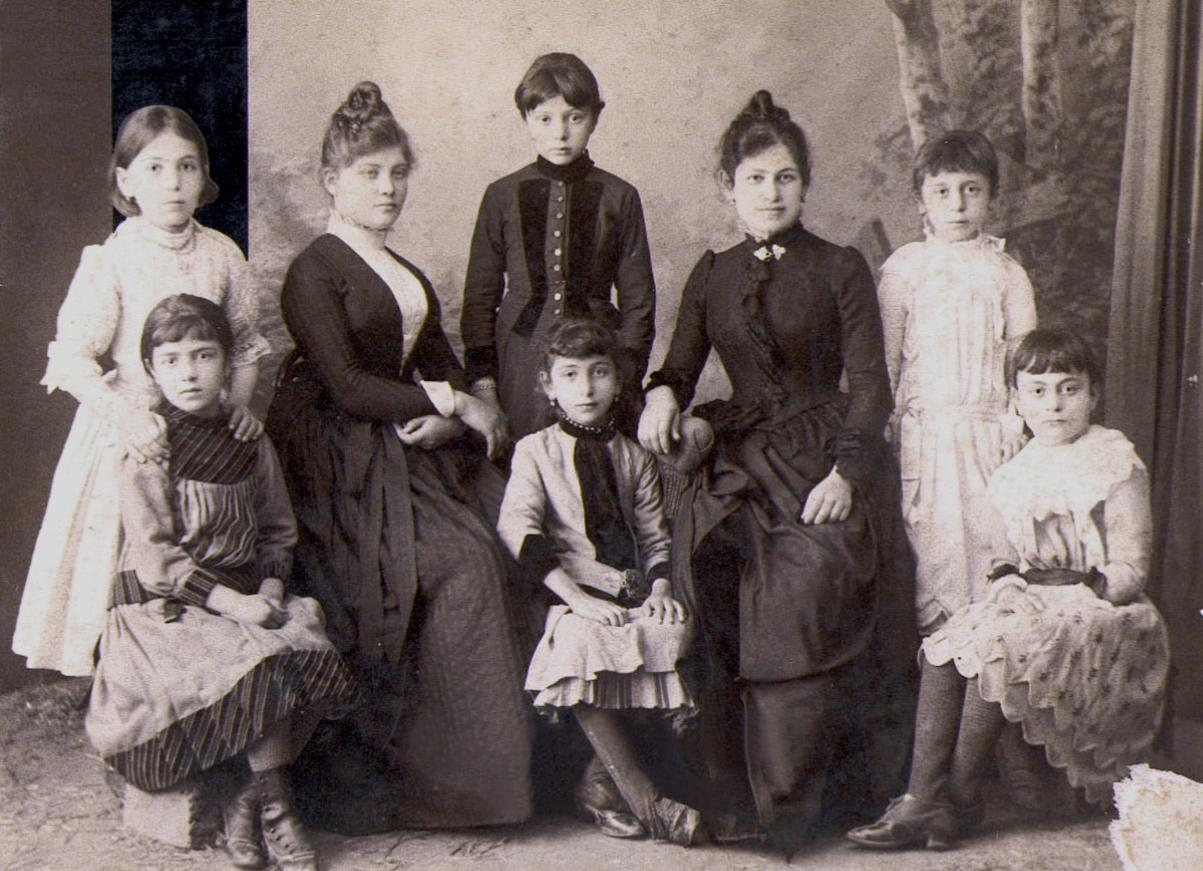
Damas y niños poncianos griegos de Trebisonda
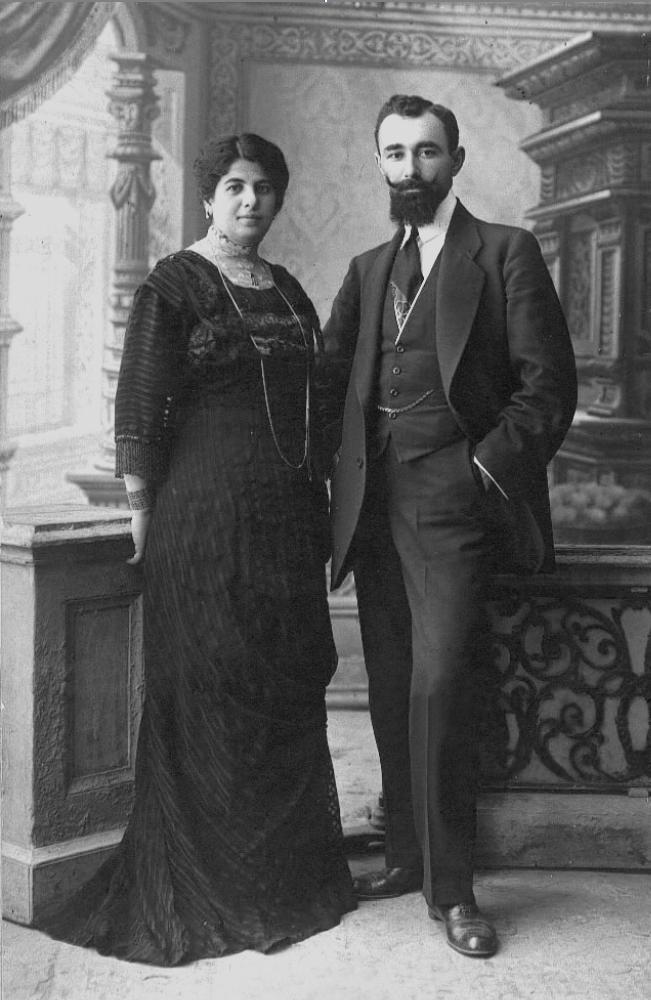
Pareja ponciana griega en Trebisonda
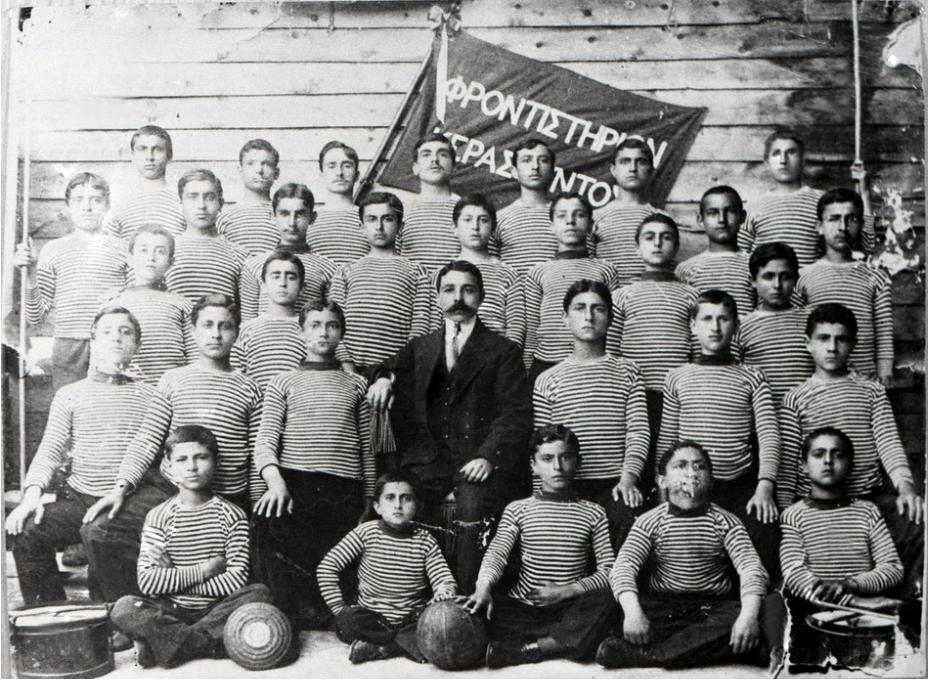
Equipo de atletismo griego póntico de Giresun
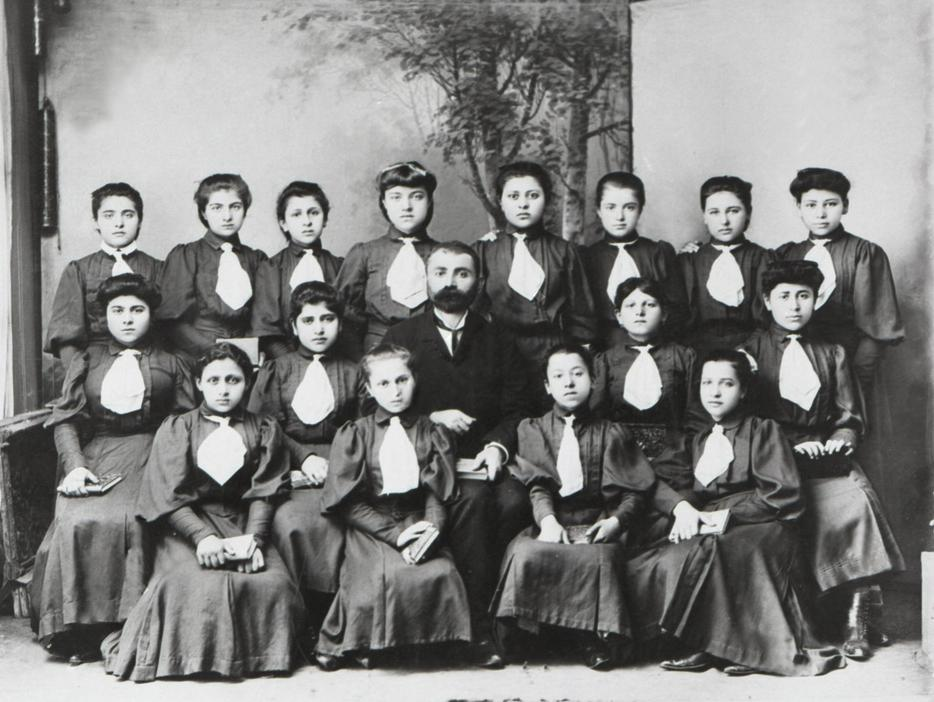
Estudiantes griegos poncianos de Trebisonda
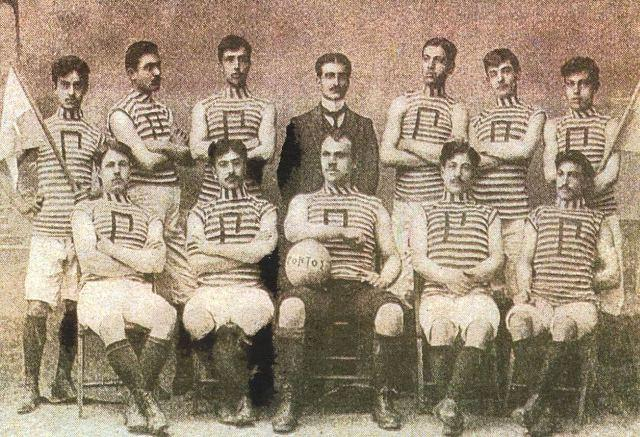
La Asociación Atlética Griega de Merzifountas «Pontos»; a principios del siglo XX
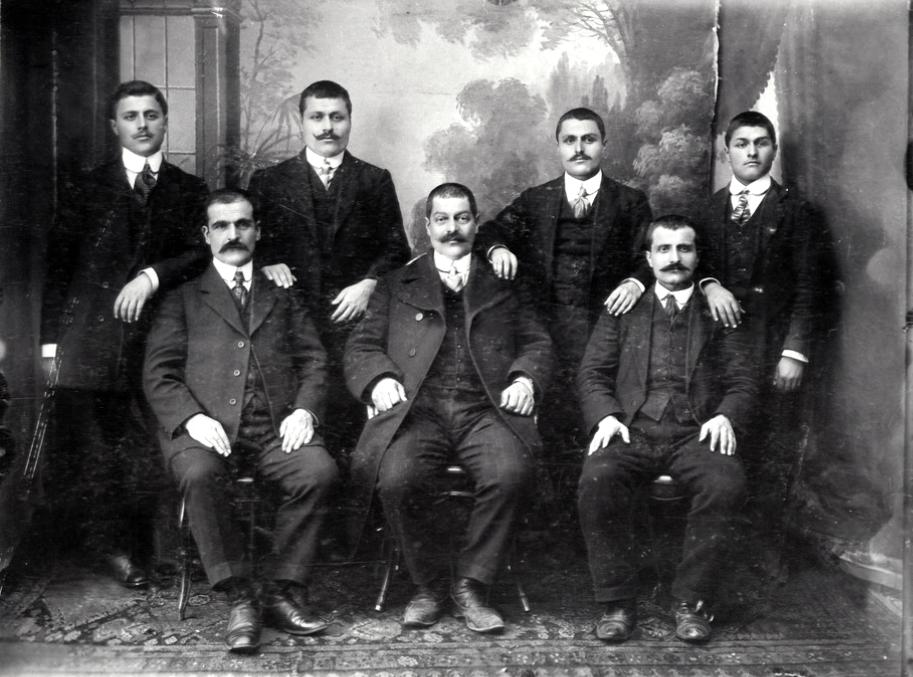
Griegos pónticos en Batumi, Georgia
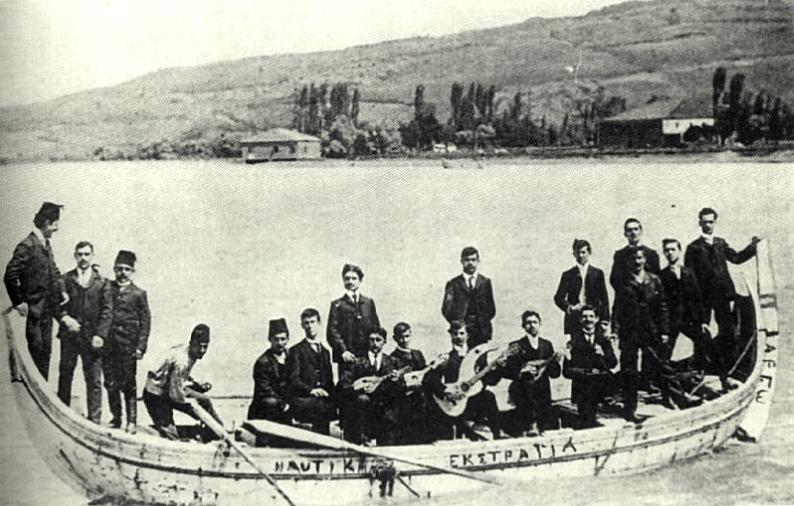
Canoa griega póntica, frente a la costa de Trebisonda
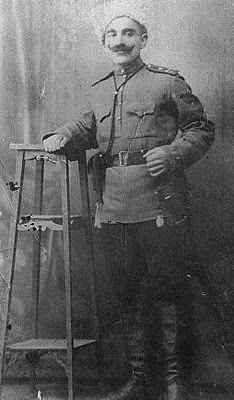
Poncio griego del Cáucaso, como miembro del Ejército Imperial Ruso